# NASCAR Sprint Cup Series 2016

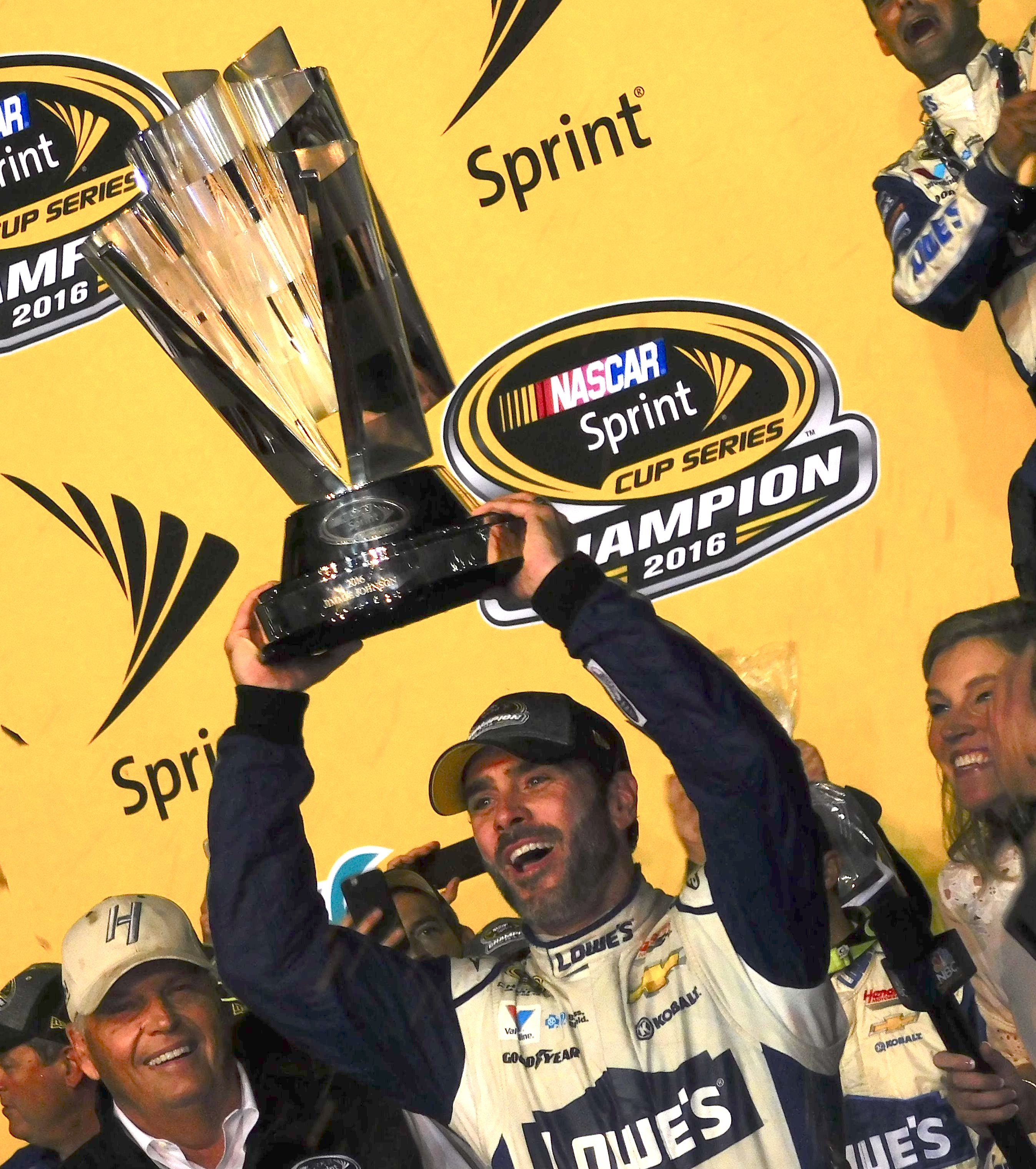
Jimmie Johnson, il campione della Sprint Cup Series 2016, il suo settimo titolo da record

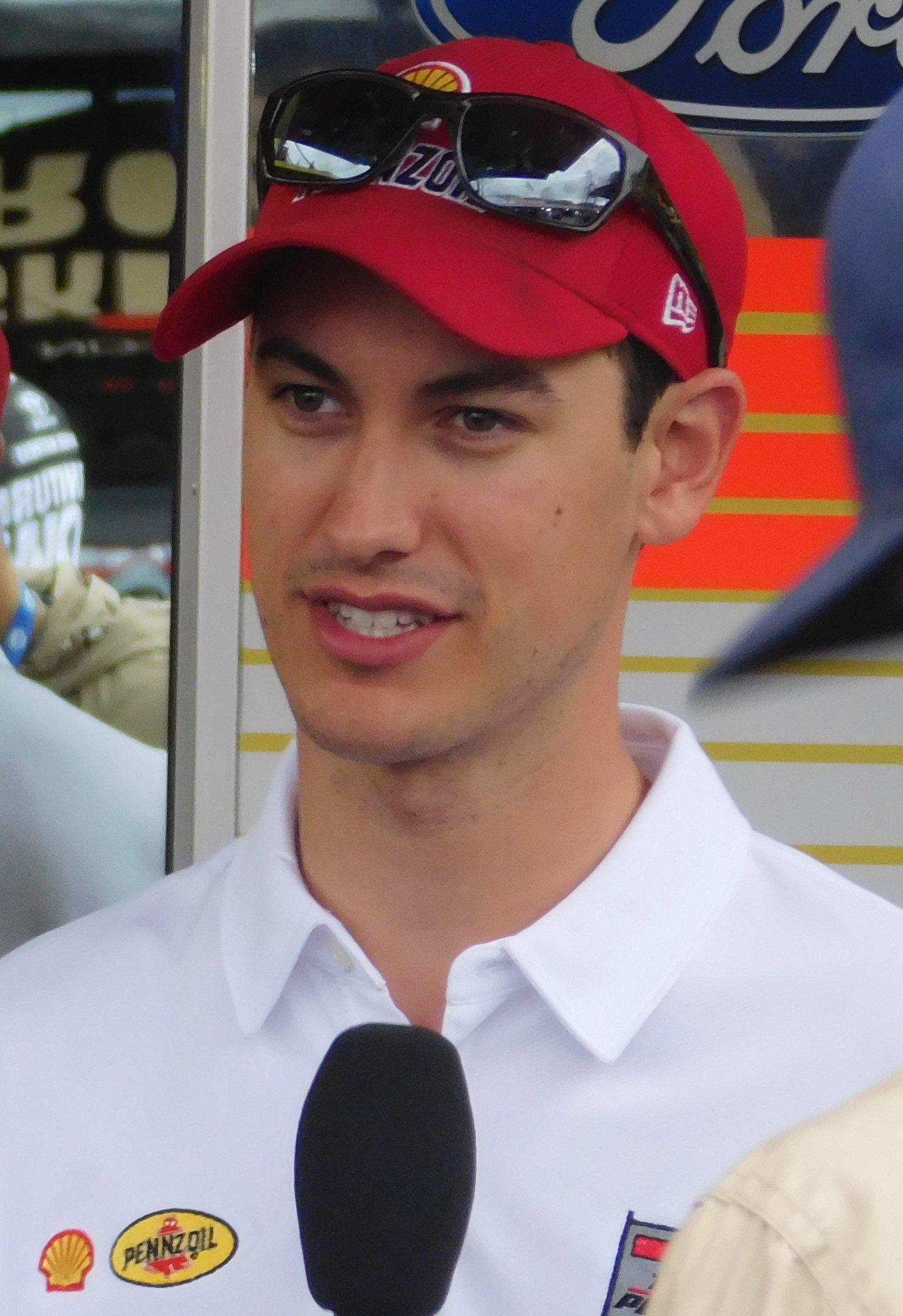
Joey Logano, finito 4 punti dietro Jimmie Johnson al secondo posto.

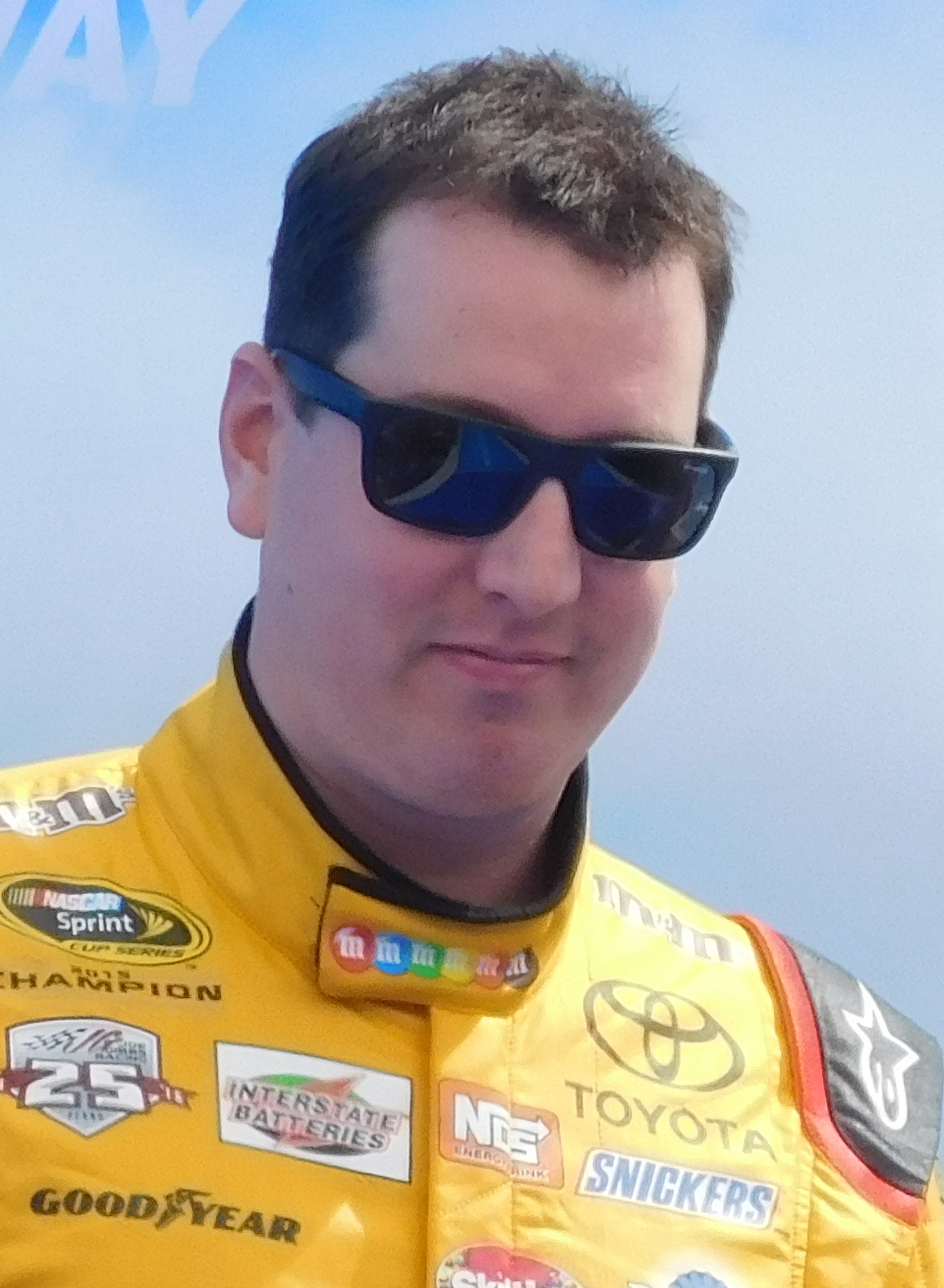
Kyle Busch, il campione in carica, ha concluso al terzo posto a 5 punti da Jimmie Johnson.

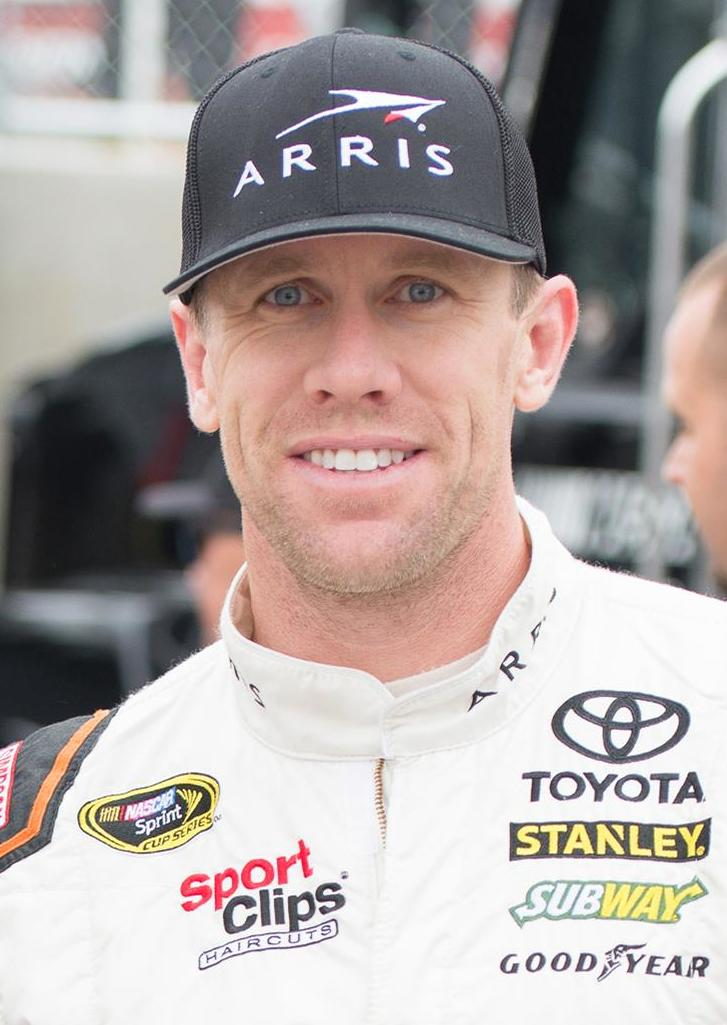
Carl Edwards, ha concluso a 33 punti da Jimmie Johnson al quarto posto nell'ultima stagione della sua carriera.

La NASCAR Sprint Cup Series 2016 è stata la 68ª stagione di gare di stock car professionistiche negli Stati Uniti e la 45ª stagione della serie Cup dell'era moderna. La stagione è iniziata al Daytona International Speedway con lo Sprint Unlimited, il Can-Am Duel e il Daytona 500. La stagione si è conclusa con la Ford EcoBoost 400 all'Homestead-Miami Speedway. Jimmie Johnson di Hendrick Motorsports ha vinto il suo settimo campionato piloti, legando Richard Petty e Dale Earnhardt per la maggior parte di tutti i tempi. Toyota ha vinto il campionato costruttori, diventando il primo produttore a vincere il campionato costruttori oltre a Chevrolet dal 2002.
La stagione ha segnato anche la seconda stagione di un nuovo contratto televisivo. Durante la stagione, le gare sono state trasmesse negli Stati Uniti da Fox Sports e NBC Sports.
Il 2016 ha segnato l'ultima stagione per il tre volte campione della NASCAR Cup Series Tony Stewart, il campione della stagione 2000 Bobby Labonte, il 28 volte vincitore della gara Carl Edwards e il 19 volte vincitore della gara Greg Biffle, e gli ultimi anni della Coppa in corso per Brian Scott, Josh Wise, Brian Vickers, Michael Annett, Patrick Carpentier, Eddie MacDonald, Robert Richardson Jr., Ryan Ellis e Alex Kennedy. Anche il quattro volte campione della NASCAR Cup Series Jeff Gordon è uscito dal ritiro a metà stagione come pilota di soccorso per Dale Earnhardt Jr., che ha saltato la seconda metà della stagione per una commozione cerebrale. Gordon ha fatto la sua ultima partenza al Martinsville Speedway in ottobre, condividendo i compiti di guida con Alex Bowman. Il 2016 ha segnato anche la prima stagione in cui Joe Nemechek non ha iniziato una gara di Coppa dall'inizio della sua carriera nel 1993 e anche Sam Hornish Jr. che non ha iniziato la prima volta dal 2006.
La stagione ha segnato anche l'ultima stagione con Sprint come sponsor della serie poiché Monster Energy ha assunto la sponsorizzazione del titolo a partire dal 2017.

## Team e piloti

### Team iscritti
C'erano 37 squadre a tempo pieno nel 2016.
| Costruttore | Team                                 | No.                 | Pilota                                         | Capo squadra                              |
| ----------- | ------------------------------------ | ------------------- | ---------------------------------------------- | ----------------------------------------- |
| Chevrolet   | Chip Ganassi Racing                  | 1                   | Jamie McMurray                                 | Matt McCall                               |
| Chevrolet   | Chip Ganassi Racing                  | 42                  | Kyle Larson                                    | Chad Johnston 35 Phil Surgen 1            |
| Chevrolet   | Germain Racing                       | 13                  | Casey Mears                                    | Bootie Barker                             |
| Chevrolet   | Hendrick Motorsports                 | 5                   | Kasey Kahne                                    | Keith Rodden                              |
| Chevrolet   | Hendrick Motorsports                 | 24                  | Chase Elliott (R)                              | Alan Gustafson                            |
| Chevrolet   | Hendrick Motorsports                 | 48                  | Jimmie Johnson                                 | Chad Knaus                                |
| Chevrolet   | Hendrick Motorsports                 | 88                  | Dale Earnhardt Jr. 18                          | Greg Ives                                 |
| Chevrolet   | Hendrick Motorsports                 | 88                  | Alex Bowman 10                                 | Greg Ives                                 |
| Chevrolet   | Hendrick Motorsports                 | 88                  | Jeff Gordon 8                                  | Greg Ives                                 |
| Chevrolet   | HScott Motorsports                   | 15                  | Clint Bowyer                                   | Steve Addington 35 Jay Guy 1              |
| Chevrolet   | HScott Motorsports                   | 46                  | Michael Annett 35                              | Jay Guy 20 Mike Hillman 16                |
| Chevrolet   | HScott Motorsports                   | 46                  | Justin Allgaier 1                              | Jay Guy 20 Mike Hillman 16                |
| Chevrolet   | JTG Daugherty Racing                 | 47                  | A. J. Allmendinger                             | Randall Burnett 35 Ernie Cope 1           |
| Chevrolet   | Circle Sport – Leavine Family Racing |                     |                                                |                                           |
| Chevrolet   | 95                                   | Ty Dillon 7         | Todd Parrott 11 Dave Winston 24 Matt Borland 1 |                                           |
| Chevrolet   | 95                                   | Michael McDowell 29 | Todd Parrott 11 Dave Winston 24 Matt Borland 1 |                                           |
| Chevrolet   | Richard Childress Racing             | 3                   | Austin Dillon                                  | Slugger Labbe                             |
| Chevrolet   | Richard Childress Racing             | 27                  | Paul Menard                                    | Justin Alexander 20 Danny Stockman Jr. 16 |
| Chevrolet   | Richard Childress Racing             | 31                  | Ryan Newman                                    | Luke Lambert                              |
| Chevrolet   | Stewart-Haas Racing                  | 4                   | Kevin Harvick                                  | Rodney Childers 35 Dax Gerringer 1        |
| Chevrolet   | Stewart-Haas Racing                  | 10                  | Danica Patrick                                 | Billy Scott                               |
| Chevrolet   | Stewart-Haas Racing                  | 14                  | Brian Vickers 5                                | Mike Bugarewicz                           |
| Chevrolet   | Stewart-Haas Racing                  | 14                  | Ty Dillon 3                                    | Mike Bugarewicz                           |
| Chevrolet   | Stewart-Haas Racing                  | 14                  | Tony Stewart 28                                | Mike Bugarewicz                           |
| Chevrolet   | Stewart-Haas Racing                  | 41                  | Kurt Busch                                     | Tony Gibson 35 Johnny Klausmeier 1        |
| Chevrolet   | Tommy Baldwin Racing                 | 7                   | Regan Smith 35                                 | Tommy Baldwin Jr.                         |
| Chevrolet   | Tommy Baldwin Racing                 | 7                   | Ty Dillon 1                                    | Tommy Baldwin Jr.                         |
| Ford        | Front Row Motorsports                | 34                  | Chris Buescher (R)                             | Bob Osborne                               |
| Ford        | Front Row Motorsports                | 38                  | Landon Cassill                                 | Donnie Wingo                              |
| Ford        | Go Fas Racing                        | 32                  | Bobby Labonte 4                                | Wally Rogers 35 Clinton Cram 1            |
| Ford        | Go Fas Racing                        | 32                  | Jeffrey Earnhardt (R) 19                       | Wally Rogers 35 Clinton Cram 1            |
| Ford        | Go Fas Racing                        | 32                  | Joey Gase 6                                    | Wally Rogers 35 Clinton Cram 1            |
| Ford        | Go Fas Racing                        | 32                  | Jeb Burton 2                                   | Wally Rogers 35 Clinton Cram 1            |
| Ford        | Go Fas Racing                        | 32                  | Patrick Carpentier 2                           | Wally Rogers 35 Clinton Cram 1            |
| Ford        | Go Fas Racing                        | 32                  | Eddie MacDonald 1                              | Wally Rogers 35 Clinton Cram 1            |
| Ford        | Go Fas Racing                        | 32                  | Boris Said 1                                   | Wally Rogers 35 Clinton Cram 1            |
| Ford        | Go Fas Racing                        | 32                  | Dylan Lupton 1                                 | Wally Rogers 35 Clinton Cram 1            |
| Ford        | Richard Petty Motorsports            | 43                  | Aric Almirola                                  | Trent Owens 26 Drew Blickensderfer 10     |
| Ford        | Richard Petty Motorsports            | 44                  | Brian Scott (R)                                | Chris Heroy                               |
| Ford        | Roush Fenway Racing                  | 6                   | Trevor Bayne                                   | Matt Puccia                               |
| Ford        | Roush Fenway Racing                  | 16                  | Greg Biffle                                    | Brian Pattie 34 Robbie Reiser 2           |
| Ford        | Roush Fenway Racing                  | 17                  | Ricky Stenhouse Jr.                            | Nick Sandler 35 Mike Kelley 1             |
| Ford        | Team Penske                          | 2                   | Brad Keselowski                                | Paul Wolfe                                |
| Ford        | Team Penske                          | 22                  | Joey Logano                                    | Todd Gordon                               |
| Toyota      | BK Racing                            | 23                  | David Ragan                                    | Patrick Donahue                           |
| Toyota      | BK Racing                            | 83                  | Michael Waltrip 1                              | Doug Richert 4 Gene Nead 31 Mike Ford 1   |
| Toyota      | BK Racing                            | 83                  | Matt DiBenedetto 30                            | Doug Richert 4 Gene Nead 31 Mike Ford 1   |
| Toyota      | BK Racing                            | 83                  | Dylan Lupton 2                                 | Doug Richert 4 Gene Nead 31 Mike Ford 1   |
| Toyota      | BK Racing                            | 83                  | Jeffrey Earnhardt (R) 3                        | Doug Richert 4 Gene Nead 31 Mike Ford 1   |
| Toyota      | Furniture Row Racing                 | 78                  | Martin Truex Jr.                               | Cole Pearn 35 Todd Berrier 1              |
| Toyota      | Joe Gibbs Racing                     | 11                  | Denny Hamlin                                   | Mike Wheeler                              |
| Toyota      | Joe Gibbs Racing                     | 18                  | Kyle Busch                                     | Adam Stevens 35 Todd Berrier 1            |
| Toyota      | Joe Gibbs Racing                     | 19                  | Carl Edwards                                   | Dave Rogers                               |
| Toyota      | Joe Gibbs Racing                     | 20                  | Matt Kenseth                                   | Jason Ratcliff                            |

### Squadre non iscritte

#### Programma completo
| Costruttore | Team                 | No. | Pilota          | Capo squadra   |
| ----------- | -------------------- | --- | --------------- | -------------- |
| Ford        | Wood Brothers Racing | 21  | Ryan Blaney (R) | Jeremy Bullins |

#### Programma limitato
| Costruttore           | Team                                 | No. | Pilota                | Capo squadra                              | Gara |
| --------------------- | ------------------------------------ | --- | --------------------- | ----------------------------------------- | ---- |
| Chevrolet             | Circle Sport – Leavine Family Racing | 59  | Michael McDowell      | Dave Winston                              | 2    |
| Chevrolet             | Hillman Racing                       | 40  | Reed Sorenson         | Pat Tryson                                | 1    |
| Chevrolet             | The Motorsports Group                | 30  | Josh Wise             | Dave Fuge 31 Wayne Carroll 4              | 32   |
| Chevrolet             | The Motorsports Group                | 30  | Gray Gaulding         | Dave Fuge 31 Wayne Carroll 4              | 3    |
| Ford                  | Front Row Motorsports                | 35  | David Gilliland       | Joe Lax 1 Todd Anderson 3                 | 4    |
| Ford                  | Roush Fenway Racing                  | 99  | Ryan Reed             | Phil Gould                                | 1    |
| Toyota                | BK Racing                            | 26  | Robert Richardson Jr. | Mike Ford                                 | 1    |
| Toyota                | BK Racing                            | 49  | Matt DiBenedetto      | Gene Nead                                 | 1    |
| Toyota                | BK Racing                            | 93  | Matt DiBenedetto      | Gene Nead                                 | 4    |
| Toyota                | BK Racing                            | 93  | Ryan Ellis            | Mike Ford                                 | 3    |
| Toyota                | BK Racing                            | 93  | Dylan Lupton          | Mike Ford                                 | 1    |
| Chevrolet 24 Toyota 7 | Premium Motorsports                  | 55  | Reed Sorenson         | Pat Tryson 30 Maurice Hester 1            | 24   |
| Chevrolet 24 Toyota 7 | Premium Motorsports                  | 55  | Michael Waltrip       | Pat Tryson 30 Maurice Hester 1            | 1    |
| Chevrolet 24 Toyota 7 | Premium Motorsports                  | 55  | Cole Whitt            | Pat Tryson 30 Maurice Hester 1            | 3    |
| Chevrolet 24 Toyota 7 | Premium Motorsports                  | 55  | Cody Ware             | Pat Tryson 30 Maurice Hester 1            | 1    |
| Chevrolet 24 Toyota 7 | Premium Motorsports                  | 55  | Alex Kennedy          | Pat Tryson 30 Maurice Hester 1            | 1    |
| Chevrolet 24 Toyota 7 | Premium Motorsports                  | 55  | D. J. Kennington      | Pat Tryson 30 Maurice Hester 1            | 1    |
| Chevrolet 26 Toyota 6 | Premium Motorsports                  | 98  | Cole Whitt            | Mark Hillman 23 Ben Leslie 8 Pat Tryson 1 | 26   |
| Chevrolet 26 Toyota 6 | Premium Motorsports                  | 98  | Reed Sorenson         | Mark Hillman 23 Ben Leslie 8 Pat Tryson 1 | 4    |
| Chevrolet 26 Toyota 6 | Premium Motorsports                  | 98  | Ryan Ellis            | Mark Hillman 23 Ben Leslie 8 Pat Tryson 1 | 1    |
| Chevrolet 26 Toyota 6 | Premium Motorsports                  | 98  | Timmy Hill            | Mark Hillman 23 Ben Leslie 8 Pat Tryson 1 | 1    |